# بحيرة تروت (نيويورك)
بحيرة تروت تقع في غرب بولتون، نيويورك . أنواع الأسماك الموجودة في البحيرة هي سمك السلمون المرقط النهري، سمك قوس القزح ، سمك سبلايك، تروت البحيرة، سمكة الفم الصغيرة، سمكة الفم الكبيرة، بيكريل، السمكة الصفراء، سمكة سميلت، السمكة الصخرية، سميلت قوس القزح ، تروت البني، سمك البلهد البني . يوجد ممر منزلق على الشاطئ الشمالي الشرقي عبر ممر قبالة طريق تل المصباح. يوجد حد محرك 50 حصان في هذه البحيرة. تسمى بحيرة التروت بسبب الأعداد الكبيرة من تروت البحيرة وتروت قوس قزح المتواجدين في البحيرة.